# Feelin' Good 〜恋はパラダイス〜
「Feelin' Good 〜恋はパラダイス〜」は、日本の男性歌手及びラッパーのm.c.A・Tの13枚目のシングル。1996年9月11日発売。

## 概要
前作「m.c.A・Tの俺様を信じろっ!」から5ヶ月ぶり、内田有紀とのデュエット・シングル「EVER&EVER」を含めると、2ヶ月ぶりのシングル。
表題曲は、1997年にプロデュースするDA PUMPのメジャー・デビュー曲にもなり、自身の個人YouTubeチャンネルにて知人の音楽家を多数呼びリモート・セッションするなど「ごきげんだぜっ!」に続くm.c.A・Tの代表曲となった。
カップリング曲である「EVER&EVER (and Now)」は内田有紀とのデュエット「EVER&EVER」のm.c.A・Tソロバージョンである。

## 収録曲
全作詞：m.c.A・T／全編曲：富樫明生
1. Feelin' Good 〜恋はパラダイス〜(4:57)
作曲：富樫明生
2. EVER&EVER（and now）(4:35)
作曲：富樫明生・小室哲哉
3. Feelin' Good 〜恋はパラダイス〜（Instrumental
4. EVER&EVER（and now）（Instrumental）

## タイアップ
- テレビ朝日制作・系列ドラマ「金魚のフン」エンディングテーマ

## カバー
- DA PUMP - 「Feelin' Good -It's PARADISE-」
  - 同グループがデビュー前からカバー歌唱しており、曲名と編曲と一部歌詞等の変更・追加を施して彼らのデビュー曲となった。
- FAKY
  - 曲名はDA PUMP版と同様で2018年8月15日発売の「90S & NEW REVIVAL」でカバー、その後の1年8ヶ月後の2020年5月13日発売の「avex revival trax」にて再録音・カバーした。